# Isole Babar
Le Isole Babar (indonesiano: Kepulauan Babar) sono localizzate nell'arcipelago delle Molucche meridionali e appartengono amministrativamente alla provincia indonesiana di Maluku.
Le isole prendono il loro nome da Babar, la più estesa di esse, che è larga circa 20 miglia e lunga 60 miglia. L'isola di Babar ha un'elevazione massima di circa 750 metri e il monte è coperto sparsamente da una foresta pluviale tropicale di montagna.

## Clima
Da dicembre ad aprile la pioggia è così abbondante che si possono coltivare il mais, il platano, la banana, la manioca e il riso rosso, senza alcuna irrigazione. Pozzi d'acqua forniscono sufficiente acqua potabile agli abitanti delle isole Babar durante tutto l'anno.
Questo in marcato contrasto con le altre isole molto più piccole che circondano Babar. Sono isole pianeggianti, costituite da atollo e pietra calcarea sollevate dal vulcano (eccetto Dai Island), non fertili, senza dense foreste e severamente carenti di sorgenti d'acqua fresca. In queste isole gli abitanti indigeni si dedicano alla pesca e alle manifatture con elementi dalla palma da cocco e li commerciano con prodotti agricoli da Babat.
A differenza degli indonesiani che vivono nelle isole vicine alla capitale, gli indigeni discendenti dagli isolani tendono ad avere la pelle più scura, capelli ricci e non mostrano la plica oculare degli est-asiatici.
Oltre ad essere una minoranza ben visibile, la maggioranza degli abitanti di Babar sono battezzati nella fede cristiana della Chiesa Protestante di Maluku (Gereja Protestan Maluku- GPM). A causa dell'indubbia aridità e lontananza delle isole e per la mancanza di risorse naturali, non si è verificata la costante immigrazione da altre aree sovrappopolate dell'Indonesia. Esistono anche comunità minoritarie di islamici e di cattolici. Tuttavia, le varie confessioni sono caratterizzate da una marcata ibridizzazione con le preesistenti pratiche e credenze dell'animismo isolano.

## Isole nel gruppo delle Babar (dimensioni decrescenti)

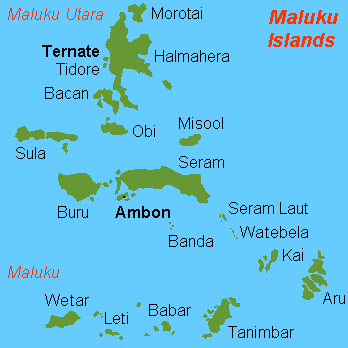
Mappa delle isole Molucche

- Babar
- Masela
- Wetan
- Dai
- Daweloor
- Dawera